# Churszed Mahmudow
Churszed Mahmudow (tadż. Хуршед Маҳмудов; ros. Хуршед Махмудов, Churszed Machmudow; ur. 8 sierpnia 1982 w Duszanbe, Tadżycka SRR) – tadżycki piłkarz, grający na pozycji pomocnika, reprezentant Tadżykistanu.

## Kariera piłkarska

### Kariera klubowa
W 2001 rozpoczął karierę piłkarską w klubie Warzob Duszanbe, skąd w następnym roku przeszedł do Regar-TadAZ Tursunzoda.

### Kariera reprezentacyjna
Od 2004 występuje w reprezentacji Tadżykistanu

## Sukcesy i odznaczenia

### Sukcesy klubowe
- mistrz I liga tadżycka w piłce nożnej: 2001, 2002, 2003, 2004, 2006, 2007, 2008